# Liste der Monuments historiques in Val-d’Usiers
Die Liste der Monuments historiques in Val-d’Usiers führt die Monuments historiques in der französischen Gemeinde Val-d’Usiers auf.

## Liste der Immobilien
| Bezeichnung                  | Beschreibung                                                                             | Standort                                    | Kennzeichnung | Schutzstatus | Datum | Bild           |
| ---------------------------- | ---------------------------------------------------------------------------------------- | ------------------------------------------- | ------------- | ------------ | ----- | -------------- |
| Wegekreuz                    | Stein, 16. Jahrhundert                                                                   | Goux-les-Usiers, Grande Rue (Lage)          | PA00101746    | Inscrit      | 1989  | weitere Bilder |
| Kirche St-Valère             | 1725 erbaut                                                                              | Goux-les-Usiers, 15 Grande Rue (Lage)       | PA00101779    | Classé       | 1992  | weitere Bilder |
| Rathaus und zwei Schulhäuser | Knabenschule von 1853, Mädchenschule und Rathaus 1873 erbaut, Architekt Louis Girod      | Goux-les-Usiers, 7–11 rue des Écoles (Lage) | PA25000049    | Inscrit      | 2005  | weitere Bilder |
| Kalvarienberg                | 1891 bis 1895 angelegt, Bildhauer Jules Guillin, 1956 ergänzt, Bildhauer Charles Auffret | Sombacour, südlich des Ortes (Lage)         | PA00101760    | Inscrit      | 1989  | weitere Bilder |
| Gefallenendenkmal            | 1923 errichtet, Bildhauer Jules Guillin                                                  | Sombacour, 2 Grande Rue (Lage)              | PA25000102    | Inscrit      | 1989  | weitere Bilder |

## Liste der Objekte
| Bezeichnung                                           | Beschreibung                                                                                    | Standort                                                       | Kennzeichnung | Schutzstatus | Datum | Bild |
| ----------------------------------------------------- | ----------------------------------------------------------------------------------------------- | -------------------------------------------------------------- | ------------- | ------------ | ----- | ---- |
| Kirchenbänke                                          | Holz, Ende des 19. Jahrhunderts                                                                 | Bians-les-Usiers, in der Kirche Immaculée-Conception (Lage)    | PM25001897    | Inscrit      | 1978  |      |
| Weihwasserbecken                                      | Kalkstein, Ende des 19. Jahrhunderts                                                            | Bians-les-Usiers, in der Kirche Immaculée-Conception (Lage)    | PM25001898    | Inscrit      | 1978  |      |
| Lesepult                                              | Holz, Anfang des 20. Jahrhunderts                                                               | Bians-les-Usiers, in der Kirche Immaculée-Conception (Lage)    | PM25001899    | Inscrit      | 1978  |      |
| Hauptaltar                                            | Altartisch, Altaraufbau und Tabernakel; Holz, farbig gefasst und vergoldet, 19. Jahrhundert     | Pissenavache, in der Kirche St-Claude (Lage)                   | PM25001900    | Inscrit      | 1978  |      |
| Kruzifix                                              | Holz, farbig gefasst, 19. Jahrhundert                                                           | Pissenavache, in der Kirche St-Claude (Lage)                   | PM25001901    | Inscrit      | 1978  |      |
| Gemälde Kreuzabnahme                                  | Ölfarbe auf Leinwand, Holzrahmen, 19. Jahrhundert                                               | Pissenavache, in der Kirche St-Claude (Lage)                   | PM25001902    | Inscrit      | 1978  |      |
| Gemälde Die heilige Familie mit dem Johannesknaben    | Ölfarbe auf Leinwand, vergoldeter Holzrahmen, 19. Jahrhundert; nach Raffael (?)                 | Pissenavache, in der Kirche St-Claude (Lage)                   | PM25001903    | Inscrit      | 1978  |      |
| Gemälde Christus am Kreuz                             | Ölfarbe auf Leinwand, Holzrahmen, 19. Jahrhundert; nach Peter Paul Rubens                       | Pissenavache, in der Kirche St-Claude (Lage)                   | PM25001904    | Inscrit      | 1978  |      |
| Gemälde Madonna mit Kind                              | Ölfarbe auf Leinwand, vergoldeter Holzrahmen, 19. Jahrhundert                                   | Pissenavache, in der Kirche St-Claude (Lage)                   | PM25001905    | Inscrit      | 1978  |      |
| Gemälde Heiliger Rochus                               | Ölfarbe auf Leinwand, vergoldeter Holzrahmen, 19. Jahrhundert                                   | Pissenavache, in der Kirche St-Claude (Lage)                   | PM25001906    | Inscrit      | 1978  |      |
| Gemälde eines Bischofs                                | Ölfarbe auf Leinwand, vergoldeter Holzrahmen, 19. Jahrhundert                                   | Pissenavache, in der Kirche St-Claude (Lage)                   | PM25001907    | Inscrit      | 1978  |      |
| Gemälde Tod des heiligen Josef                        | Ölfarbe auf Leinwand, vergoldeter Holzrahmen, 19. Jahrhundert                                   | Pissenavache, in der Kirche St-Claude (Lage)                   | PM25001908    | Inscrit      | 1978  |      |
| Adlerpult                                             | Holz, vergoldet, zwischen 1752 und 1757, Bildhauer Augustin Fauconnet                           | Goux-les-Usiers, in der Kirche St-Valère (Lage)                | PM25000767    | Classé       | 1901  |      |
| Hauptaltar                                            | Retabel; Holz, farbig gefasst und vergoldet, 18. Jahrhundert, Bildhauer Augustin Fauconnet      | Goux-les-Usiers, in der Kirche St-Valère (Lage)                | PM25000768    | Classé       | 1908  |      |
| Kanzel                                                | Holz, vermutlich von 1741, Augustin Fauconnet zugeschrieben                                     | Goux-les-Usiers, in der Kirche St-Valère (Lage)                | PM25000769    | Classé       | 1908  |      |
| Wandvertäfelung des Chorraums                         | Eichenholz, bezeichnet 1753, Bildhauer Augustin Fauconnet                                       | Goux-les-Usiers, in der Kirche St-Valère (Lage)                | PM25000770    | Classé       | 1908  |      |
| Prozessionskreuz                                      | Holz, Kupfer, 16. Jahrhundert                                                                   | Goux-les-Usiers, in der Kirche St-Valère (Lage)                | PM25000771    | Classé       | 1916  |      |
| Retabel des Marien- und des Josefsaltars              | Holz, farbig gefasst, 18. Jahrhundert                                                           | Goux-les-Usiers, in der Kirche St-Valère (Lage)                | PM25000772    | Classé       | 1916  |      |
| Taufbecken                                            | Holz, nach 1752, Augustin Fauconnet zugeschrieben                                               | Goux-les-Usiers, in der Kirche St-Valère (Lage)                | PM25000773    | Classé       | 1916  |      |
| Zwei Beichtstühle                                     | Holz, nach 1752, Augustin Fauconnet zugeschrieben                                               | Goux-les-Usiers, in der Kirche St-Valère (Lage)                | PM25000775    | Classé       | 1958  |      |
| Kelch                                                 | Silber, vergoldet, gemarkt 1627/28, Goldschmied Pierre de Loisy                                 | Goux-les-Usiers, in der Kirche St-Valère (Lage)                | PM25000776    | Classé       | 1966  |      |
| Innentür                                              | Holz, 18. Jahrhundert                                                                           | Goux-les-Usiers, in der Kirche St-Valère (Lage)                | PM25000777    | Classé       | 1979  |      |
| Kirchenbänke                                          | Holz, bezeichnet 1772                                                                           | Goux-les-Usiers, in der Kirche St-Valère (Lage)                | PM25000778    | Classé       | 1979  |      |
| Sechs Altarleuchter                                   | Holz, vergoldet, 18. Jahrhundert                                                                | Goux-les-Usiers, in der Kirche St-Valère (Lage)                | PM25000779    | Classé       | 1979  |      |
| Kelch und Patene                                      | Silber, vergoldet, gemarkt 1751/52, Goldschmied Claude-Antoine Thiébaud                         | Goux-les-Usiers, in der Kirche St-Valère (Lage)                | PM25000780    | Classé       | 1979  |      |
| Ziborium                                              | Silber, vergoldet, zweite Hälfte des 18. Jahrhunderts, Goldschmied Jean-François Thiébaud       | Goux-les-Usiers, in der Kirche St-Valère (Lage)                | PM25000781    | Classé       | 1979  |      |
| Valeriusreliquiar                                     | Silber, 18. Jahrhundert, Goldschmied Pierre-Francois Gounot oder Pierre-François Grandguillaume | Goux-les-Usiers, in der Kirche St-Valère (Lage)                | PM25000782    | Classé       | 1979  |      |
| Ziborium                                              | Silber, gemarkt 1698, Goldschmied Charles-Oger Chènevière                                       | Goux-les-Usiers, in der Kirche St-Valère (Lage)                | PM25000783    | Classé       | 1979  |      |
| Kommunionbank                                         | Schmiedeeisen, bezeichnet 1759                                                                  | Goux-les-Usiers, in der Kirche St-Valère (Lage)                | PM25000784    | Classé       | 1959  |      |
| Skulptur Heilige Agatha                               | Holz, farbig gefasst und vergoldet, um 1800                                                     | Goux-les-Usiers, in der Kirche St-Valère (Lage)                | PM25002148    | Inscrit      | 1979  |      |
| Skulptur einer Heiligen                               | Holz, farbig gefasst und vergoldet, um 1800                                                     | Goux-les-Usiers, in der Kirche St-Valère (Lage)                | PM25002149    | Inscrit      | 1979  |      |
| Skulptur Heiliger Franz Xaver                         | Holz, farbig gefasst und vergoldet, um 1800                                                     | Goux-les-Usiers, in der Kirche St-Valère (Lage)                | PM25002150    | Inscrit      | 1979  |      |
| Skulptur Heiliger Valerius (?)                        | Holz, farbig gefasst und vergoldet, um 1800                                                     | Goux-les-Usiers, in der Kirche St-Valère (Lage)                | PM25002151    | Inscrit      | 1979  |      |
| Kruzifix                                              | Holz, farbig gefasst, 19. Jahrhundert                                                           | Goux-les-Usiers, in der Kirche St-Valère (Lage)                | PM25002152    | Inscrit      | 1979  |      |
| Statuenreliquiar Madonna mit Kind                     | Holz, farbig gefasst und vergoldet, 19. Jahrhundert                                             | Goux-les-Usiers, in der Kirche St-Valère (Lage)                | PM25002153    | Inscrit      | 1979  |      |
| Vier Altarleuchter                                    | Holz, vergoldet, 19. Jahrhundert                                                                | Goux-les-Usiers, in der Kirche St-Valère (Lage)                | PM25002154    | Inscrit      | 1979  |      |
| Prozessionsstab Maria Immaculata                      | Holz, vergoldet, 19. Jahrhundert                                                                | Goux-les-Usiers, in der Kirche St-Valère (Lage)                | PM25002155    | Inscrit      | 1979  |      |
| Glocke                                                | Bronze, 1787 gegossen                                                                           | Goux-les-Usiers, in der Kirche St-Valère (Lage)                | PM25000774    | Classé       | 1942  |      |
| Gemälde Jesuskind, auf den Passionswerkzeugen liegend | Ölfarbe auf Leinwand, 19. Jahrhundert                                                           | Goux-les-Usiers, in der Wegekapelle Notre-Dame-de-Pitié (Lage) | PM25002147    | Inscrit      | 1992  |      |
| Pietà                                                 | Holz, farbig gefasst, 16. Jahrhundert                                                           | Goux-les-Usiers, in der Wegekapelle Notre-Dame-de-Pitié (Lage) | PM25002156    | Inscrit      | 1980  |      |
| Zwei Seitenaltäre                                     | jeweils Altartisch und Retabel; Holz, farbig gefasst, 18. Jahrhundert                           | Sombacour, in der Kirche Sts-Gervais-et-Protais (Lage)         | PM25001360    | Classé       | 1979  |      |
| Kanzel                                                | Holz, ehemals farbig gefasst, Mitte des 18. Jahrhunderts                                        | Sombacour, in der Kirche Sts-Gervais-et-Protais (Lage)         | PM25002409    | Inscrit      | 1979  |      |
| Taufbecken und -retabel                               | Holz, Stein, 18. und 19. Jahrhundert                                                            | Sombacour, in der Kirche Sts-Gervais-et-Protais (Lage)         | PM25002410    | Inscrit      | 1979  |      |
| Skulptur eines Bischofs                               | Holz, ehemals farbig gefasst, 18. Jahrhundert                                                   | Sombacour, in der Kirche Sts-Gervais-et-Protais (Lage)         | PM25002411    | Inscrit      | 1979  |      |
| Skulptur Paulus                                       | Holz, ehemals farbig gefasst, 18. Jahrhundert                                                   | Sombacour, in der Kirche Sts-Gervais-et-Protais (Lage)         | PM25002412    | Inscrit      | 1979  |      |
| Skulptur Herz-Jesu                                    | Holz, ehemals farbig gefasst, 19. Jahrhundert                                                   | Sombacour, in der Kirche Sts-Gervais-et-Protais (Lage)         | PM25002413    | Inscrit      | 1979  |      |
| Kruzifix                                              | Holz, 18. Jahrhundert                                                                           | Sombacour, in der Kirche Sts-Gervais-et-Protais (Lage)         | PM25002414    | Inscrit      | 1979  |      |
| Skulptur Madonna mit Kind                             | Holz, ehemals farbig gefasst, 18. Jahrhundert                                                   | Sombacour, in der Kirche Sts-Gervais-et-Protais (Lage)         | PM25002415    | Inscrit      | 1979  |      |
| Altarkreuz                                            | Holz, 18. Jahrhundert                                                                           | Sombacour, in der Kirche Sts-Gervais-et-Protais (Lage)         | PM25002416    | Inscrit      | 1979  |      |
| Skulptur Maria Immaculata                             | Holz, ehemals farbig gefasst, 19. Jahrhundert                                                   | Sombacour, in der Kirche Sts-Gervais-et-Protais (Lage)         | PM25002417    | Inscrit      | 1979  |      |